# Hòa Chánh
Hòa Chánh là một xã thuộc huyện U Minh Thượng, tỉnh Kiên Giang, Việt Nam.

## Địa lý
Xã Hòa Chánh nằm ở phía đông bắc huyện U Minh Thượng, có vị trí địa lý:
- Phía đông giáp huyện Vĩnh Thuận
- Phía tây giáp xã Thạnh Yên
- Phía nam giáp xã Vĩnh Hòa
- Phía bắc giáp huyện Gò Quao.

Xã Hòa Chánh có diện tích 44,96 km², dân số năm 2020 là 9.803 người, mật độ dân số đạt 218 người/km².

## Hành chính
Xã Hòa Chánh được chia thành 8 ấp: Chống Mỹ, Dân Quân, Vĩnh Chánh, Vĩnh Hiệp, Vĩnh Hưng, Vĩnh Lập, Vĩnh Tân, Vĩnh Trung.

## Lịch sử
Trước đây, xã Hòa Chánh thuộc huyện Vĩnh Thuận.
Ngày 10 tháng 10 năm 1981, Hội đồng Bộ trưởng ban hành Quyết định 109-HĐBT về việc chia xã Vĩnh Hòa thành ba xã lấy tên là xã Hòa Chánh, xã Vĩnh Hòa và xã Hòa Tiến.
Ngày 24 tháng 5 năm 1988, Hội đồng Bộ trưởng ban hành Quyết định 92-HĐBT về việc sáp nhập xã Hoà Chánh vào xã Vĩnh Hoà.
Ngày 11 tháng 2 năm 2003, Chính phủ Việt Nam ban hành Nghị định số 10/2003/NĐ-CP về việc thành lập xã Hòa Chánh trên cơ sở 4.255,3 ha diện tích tự nhiên và 10.195 nhân khẩu của xã Vĩnh Hoà.
Ngày 6 tháng 4 năm 2007, Chính phủ ban hành Nghị định 58/2007/NĐ-CP về việc chuyển toàn bộ diện tích tự nhiên và người xã Hòa Chánh thuộc huyện Vĩnh Thuận về huyện U Minh Thượng mới thành lập quản lý.